# マリー＝アンリエット・ド・アブスブール＝ロレーヌ
マリー＝アンリエット・ド・アブスブール＝ロレーヌ（Marie-Henriette de Habsbourg-Lorraine）またはマリー＝アンリエット・ドートリッシュ（Marie-Henriette d’Autriche,1836年8月23日 - 1902年9月19日）は、ベルギー国王レオポルド2世の王妃。

## 生涯
ハンガリー副王を務めたオーストリア大公ヨーゼフ・アントンとその3度目の妻であるヴュルテンベルク公女マリア・ドロテアの末娘として、ハンガリー王国のペシュトで生まれた。
1853年に、ベルギーのレオポルド王太子と結婚した。2人の間には4子が生まれたが、政略結婚であり夫妻の不仲は公然の秘密となる。さらにレオポルドは愛妾を夫妻の隣室に連れ込むようになるなど、マリー＝アンリエットを冷遇したが、こうした状況を舅レオポルド1世は傍観していた。その一方で、ハプスブルク家との関係破綻を恐れたレオポルド1世により同家との婚姻関係を強化するため末娘のマリー＝シャルロット王女とマクシミリアン（後のメキシコ皇帝）の縁組が企図されることとなった。
長男レオポルド王子の夭折と、夫レオポルド2世との不和によって、マリー＝アンリエットは次第に塞ぎ込むようになっていった。晩年には、公的な役割を第三王女のクレマンティーヌに任せ、温泉地であるスパに隠棲した。マリー＝アンリエットは1902年に亡くなり、遺骸はラーケンのノートルダム・ド・ラーケン教会にある王室納骨堂に埋葬された。

## 子女
- ルイーズ（1858年 - 1924年） - ザクセン＝コーブルク＝ゴータ公子フィリップ妃
- レオポルド（1859年 - 1869年） - ブラバント公
- ステファニー（1864年 - 1945年） - オーストリア皇太子ルドルフ妃
- クレマンティーヌ（1872年 - 1955年） - ナポレオン・ヴィクトル・ボナパルト夫人